# Sery (Ardennes)
Sery (auch: Séry) ist eine französische Gemeinde mit 319 Einwohnern (Stand: 1. Januar 2022) im Département Ardennes in der Region Grand Est (vor 2016 Champagne-Ardenne); sie gehört zum Arrondissement Rethel und zum Kanton Signy-l’Abbaye.

## Geographie
Sery liegt etwa 42 Kilometer nordnordöstlich von Reims. Das Gemeindegebiet wird vom Fluss Plumion durchquert. Umgeben wird Sery von den Nachbargemeinden Wasigny im Norden, Mesmont im Nordosten, Novion-Porcien im Osten, Sorbon im Südosten und Süden, Arnicourt im Süden, Inaumont im Südwesten, Hauteville im Südwesten und Westen sowie Justine-Herbigny im Westen und Nordwesten.

## Bevölkerungsentwicklung
| 1962                       | 1968 | 1975 | 1982 | 1990 | 1999 | 2006 | 2019 |
| -------------------------- | ---- | ---- | ---- | ---- | ---- | ---- | ---- |
| 358                        | 402  | 313  | 314  | 268  | 287  | 330  | 338  |
| Quellen: Cassini und INSEE |      |      |      |      |      |      |      |

## Bauwerke

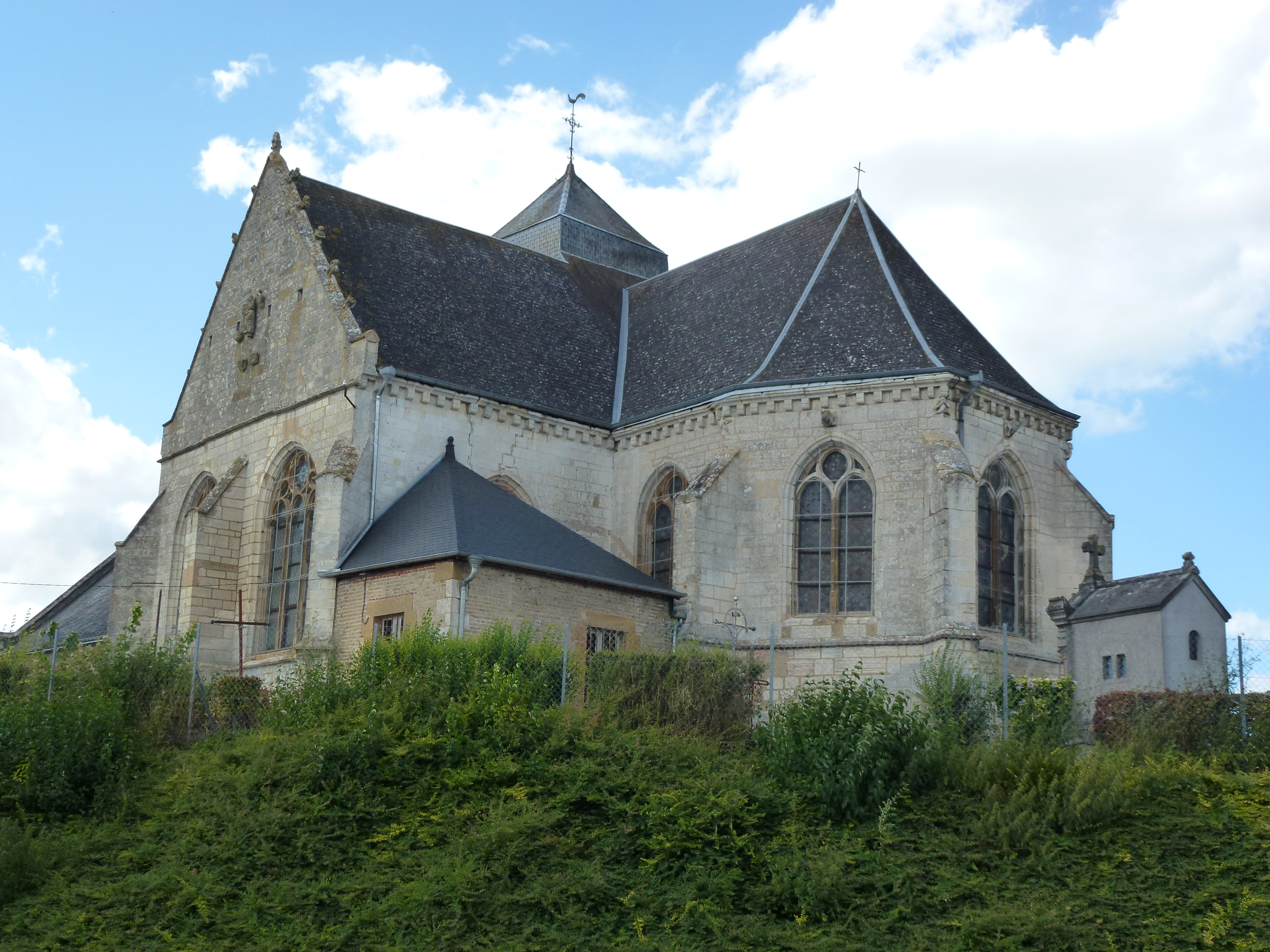
Kirche Saint-Jean-Baptiste
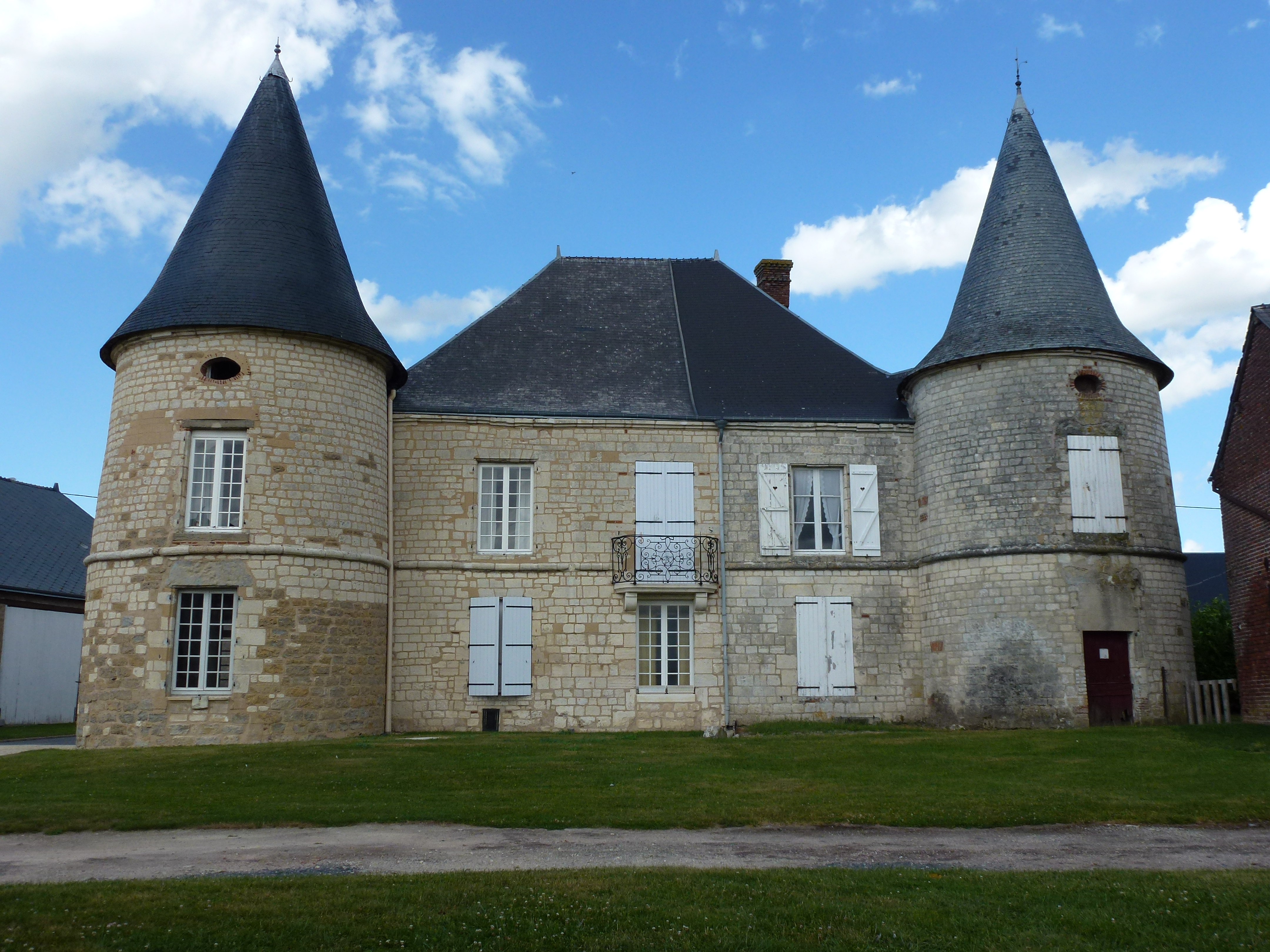
Schloss Séry

- Kirche Saint-Jean-Baptiste
- Schloss Séry